# NGC 5051
NGC 5051 é uma galáxia espiral barrada (SBbc) localizada na direcção da constelação de Hydra. Possui uma declinação de -28° 17' 10" e uma ascensão recta de 13 horas, 16 minutos e 20,0 segundos.
A galáxia NGC 5051 foi descoberta em 30 de Março de 1835 por John Herschel.